# ONE STEP
「ONE STEP」（ワン・ステップ）は、日本のダンスパフォーマンスユニットTEMPURA KIDZの楽曲で、メジャーデビューシングル。2013年3月6日にSMEレコーズから発売。表題曲のミュージック・ビデオを収録したDVDが付属する期間生産限定版と、通常版の2種類でリリースされた。

## 収録曲
- 全曲、作詞・作曲・編曲:nishi-ken

1. ONE STEP
  - テレビ東京系アニメ『超速変形ジャイロゼッター』第2期エンディングテーマ
2. ストロボ
  - テレビ東京系アニメ『超速変形ジャイロゼッター』第1期エンディングテーマ
3. ONE STEP -TV edit-
  - 期間生産限定版にのみ収録。
4. ストロボ -TV edit-
  - 期間生産限定版にのみ収録。